# 1098 هـ
ألف وثمانية وتسعون 1098 هـ هي سنة في التقويم الهجري امتدت مقابلةً في التقويم الميلادي بين سنتي 1686 و1687.

## وفيات
- فتح الله بن هبة الله الشيرازي
- جمال الدين الحسيني الدمشقي